# Sojuz 19
Sojuz 19 è stata una missione della navicella spaziale sovietica Sojuz del luglio 1975. Si trattò del diciannovesimo volo equipaggiato di questa capsula nonché del trentacinquesimo volo nell'ambito del programma Sojuz sovietico.
Mèta della capsula sovietica fu la navicella Apollo statunitense per l'esecuzione del comune programma che fu frutto della collaborazione con la NASA denominato Apollo-Sojuz Test Project (ASTP).

## Equipaggio
- Aleksej Archipovič Leonov (secondo volo), comandante
- Valerij Nikolaevič Kubasov (secondo volo), ingegnere di bordo

### Equipaggio di riserva
- Anatolij Vasil'evič Filipčenko, comandante
- Nikolaj Nikolaevič Rukavišnikov, ingegnere di bordo

## Ulteriori dati di volo
I parametri sopra elencati indicato i dati pubblicati immediatamente dopo il termine della fase di lancio. Le continue variazioni ed i cambi di traiettoria d'orbita sono dovute alle manovre di aggancio. Pertanto eventuali altre indicazioni risultanti da fonti diverse sono probabili ed attendibili in considerazione di quanto descritto.